# Christoph Franz von Hutten
Christoph Franz von Hutten (Mainberg, 19 gennaio 1673 – Würzburg, 25 marzo 1729) fu dal 1724 al 1729 principe-vescovo di Würzburg.
Era il figlio maschio maggiore tra gli eredi sopravvissuti del cavaliere Johann von Hutten (17 ottobre 1629 - 19 maggio 1690) e di sua moglie, la baronessa Anna Maria von Hagen zu Motten und Buschfeld (1649 - 18 gennaio 1698).

## Biografia
Dalla morte del padre nel 1690 Christoph Franz ottenne quindi il comando della propria casata, ottenendo anche il grado di nobiltà spettantegli per eredità, status che volle fosse conservato anche quando venne eletto vescovo, elargendo a questo scopo grandi somme di denaro ai propri congiunti.
Dal 1680 al 1685 studiò al seminario di Würzburg. Successivamente, studiò al Collegium Germanicum di Roma. Tra il 1690 e il 1691 si iscrisse all'Università di Siena, conseguendo la laurea a Magonza. Sfruttando le proprie capacità linguistiche, viaggiò in Italia, Spagna e Francia.

## La carriera ecclesiastica
Già dal 1º febbraio 1686 era divenuto domicellario della Cattedrale di Würzburg e canonico di Comburg. Il 2 marzo 1711 ricevette anche il canonicato della Cattedrale di Bamberga. Il 26 gennaio 1713 divenne prevosto del capitolo della Cattedrale di Würzburg e dal 14 agosto 1714 ne fu presidente, divenendone decano il 12 novembre 1716. Successivamente si impegnò in altri uffici: fu ordinato ufficialmente sacerdote solo il 31 ottobre 1717. Dopo poco divenne prevosto della chiesa collegiata di Haug e ricevette anche la canonica di San Ferruccio a Bleidenstadt.
Come decano fu responsabile della costruzione della nuova chiesa, compiendo nelle soffitte della cattedrale, l'antica biblioteca del complesso religioso, una scoperta sensazionale che stupì gli ambienti letterari dell'epoca e attirò grande attenzione sulla sua figura e sul vescovato di Würzburg. Christoph Franz von Hutten si preoccupò anche di rifornire la biblioteca episcopale con acquisizioni di volumi antichi e codici ritrovati, in quanto era un grande appassionato di storia.

## Von Hutten vescovo
Dopo la prematura morte del suo predecessore, Johann Philipp Franz von Schönborn (1673 - 1724), avrebbe dovuto succedergli il fratello Friedrich Karl von Schönborn (1674 - 1746) come da tradizione. Questi era però già vescovo di Bamberga e governava con spirito assolutista. Il capitolo fu perciò costretto a scegliere un nuovo candidato, anche se inesperto, la figura migliore fu certamente Christoph Franz von Hutten, che venne prescelto il 2 ottobre 1724, all'età di 51 anni.
Malgrado questo, Christoph Franz si dimostrò una persona valida per la posizione, sostenendo i cappuccini di Mariabuchen presso Lohr-Steinbacht, dove fece ricostruire il monastero dall'architetto Balthasar Neumann. Continuò la ricostruzione della residenza dei vescovi di Würzburg iniziata dal suo predecessore e durante gli anni di lavori visse nel vicino Palazzo di Rosenbachpalais.

## Riforme
Continuò a perseguire le riforme operate anche dal suo predecessore, in particolare quelle concernenti all'educazione. Sotto l'aspetto economico, diede grande impulso allo sviluppo della politica del mercantilismo, oltre a compiere consistenti investimenti finanziari.
Fu grande promotore anche delle arti e delle scienze. Lo storiografo Johann Georg von Eckhart (1674-?) fu presso la sua corte e pubblicò nel 1730 i "Commenti alla storia dei franchi dell'est". Egli donò a proprie spese un teatro anatomico attrezzato per l'Università di Würzburg, avvalendosi della collaborazione del parigino Louis Sivert.
Morì il 25 marzo 1729 di polmonite e fu sepolto il 26 aprile nella cattedrale di Würzburg.

## Genealogia episcopale
La genealogia episcopale è:
- Arcivescovo Filippo Archinto
- Papa Pio IV
- Cardinale Giovanni Antonio Serbelloni
- Cardinale Carlo Borromeo
- Cardinale Gabriele Paleotti
- Cardinale Ludovico de Torres
- Cardinale Giovanni Garzia Mellini
- Vescovo Antonio Albergati
- Vescovo Gereon Otto von Gutmann zu Sobernheim
- Vescovo Johannes Pelking, O.F.M. Conv.
- Vescovo Wolther Heinrich von Strevesdorff, O.E.S.A.
- Arcivescovo Johann Philipp von Schönborn
- Vescovo Stephan Weinberger
- Vescovo Johann Philipp von Greiffenclau zu Vollraths
- Vescovo Johann Bernhard Mayer
- Vescovo Christoph Franz von Hutten